# المعدن (وو شينغ)
المعدن (بالصينية: 金) المرحلة الرابعة في فلسفة وو شينغ الصينية في تراجع المادة، أو مسألة تراجع المرحلة. المعدن هو (ين) في ذاته، إذ يتحرك نحو الداخل وتتقلص طاقته، ويرتبط بالخريف والغرب والشيخوخة وكوكب الزهرة واللون الأبيض والجو الجاف والنمر الأبيض (باي هو) في 4 رموز. المعادن النموذجية هي الفضة والذهب.

## السمات
في الفكر الطاوي الصيني، يتسم المعدن بالحزم والصلابة والمثابرة والقوة والعزم. الشخص المعدني شخص مسيطر، طموح، قوي، ويسير في طريقه بثبات مثل المعدن في صلابته. وهم يعتمدون على أنفسهم ويفضلون التعامل مع مشاكلهم وحدهم.
الشخص المعدني حكيم أيضًا، وموجه للأعمال، وجيد في التنظيم والثبات. مع ذلك، الشخص المعدني يقدر الرفاهية والاستمتاع بالأشياء الجيدة في الحياة. تستطيع المعادن توصيل الكهرباء، لذا يمتلك الشخص المعدني دافع قوي، ويمكنه إحداث تغييرات وتحولات فيمن يتعامل معه. الشخص المعدني صبور، قوي الإرادة.
في الطب الصيني التقليدي، يشمل المعدن الرئة والأمعاء الغليظة والبشرة والأنف. العاطفة السلبية المرتبطة بالمعدن هي الحزن، أما العاطفة الإيجابية فهي الشجاعة. تربط العديد من المصادر الغربية المعدن بعنصر الهواء.

## علم التنجيم
في علم التنجيم الصيني، يتضمن المعدن 10 سيقان سماوية (العناصر الخمس في قوالب الين واليانغ)، التي ترتبط مع 12 فرعًا أرضيًا (أو العلامات الصينية للأبراج الفلكية)، لتشكل دورة من 60 سنة. ينتهي معدن اليانغ سنة 0 (مثل 1980)، في حين ينتهي الين سنة 1 (مثل 1981). يحتوي المعدن في الفلك الصيني علامة القرد والديك، ويرتبط كوكب الزهرة بالمعدن كونه أبيض اللون (رمز الموت في الثقافة الصينية)، ويظهر في الغرب في صورة نجم المساء. مع ذلك، يقترح بعض المنجمين الغربيين ربط المعدن بكوكب زحل، استنادًا إلى أسباب مرتبطة بالمفهوم الفلكي الغربي للمعدن. يجادل البعض في ربطه بالزهرة لكون المعدن يتشارك العديد من السمات مع عنصر الهواء. ويجادل آخرون حول ربطه بزحل لكون المعدن يتشارك العديد من سماته مع عنصر الهواء، المرتبط بزُحل في علم التنجيم الفيدي.

## دورة وو شينغ
في دورة وو شينغ المتجددة، تنشئ الأرض المعادن، كون جميع المعادن يجب أن تكون مستخرجة من باطن الأرض. يولد المعدن الماء، مثل المصايد المعدنية التي تستخرج الماء من مصدره.
في دورة الغزو، تتغلب النار على المعدن، إذ يمكن فقط تذويبه أو صهره بالحرارة أو اللهب. يتغلب المعدن على الخشب، إذ يستطيع فأس معدني قطع أطول شجرة.
مع ذلك، تنص دورة وو شينغ على أن القطع الكبيرة من الخشب تغلب قطع المعدن الصغيرة، كما ينكسر الفأس عند محاولة قطع كل أشجار الغابة.